# دهستان سید ابراهیم
دهستان سید ابراهیم، یکی از دهستان‌های بخش زرین‌آباد شهرستان دهلران در استان ایلام ایران است. مرکز این دهستان، روستای بردی است.

## آبادی‌های دهستان
شامل ۷ آبادی می‌باشد : 
بردی ،چمسرخ ،بانه موله ،بوستانه ،خربزان بالا ،خربزان پایین ،سرکمر

## جمعیت
بر پایه سرشماری عمومی نفوس و مسکن در سال ۱۳۹۵، جمعیت دهستان سید ابراهیم برابر با ۱٬۱۱۴ نفر بوده‌است.